# 蛇拳
蛇拳，是一種中國武術的衍生技藝，以模仿蛇的動態為特色。這類武術講求流動及靈活，一方面透過模仿蛇類身體的盤纏動作以鎖緊對手的活動，另一方面模仿蛇類的咬擊動作，配合手、掌、指、肘等部位從難以捉摸的角度向敵人作出啄擊。蛇拳的進擊對象，多數是對手的弱點及要害，例如眼睛、關節及鼠蹊等部位，務求達到不擊則已一擊即中的效果。
蛇拳的多變特質，與中國劍術輕靈宛轉風格頗為相似。另外，以滲進動物動態為武功套路的八卦掌及形意拳中，亦有從蛇類的行為中取經的招式。此類輕巧靈活的蛇拳，是在內家拳的理論基礎下衍生的特色武術。不同的蛇拳有著不同的風格，例如模仿眼鏡蛇及模仿蟒蛇，當中便有著不同的側重點，前者重視對於進擊時機的掌握，後者重視掣肘對手動作的技巧。在中國各種武術文化中，蛇拳都有一定的重要性。

## 五形武術
中國南方拳法中，有一套著名的五形拳。所謂「五形」，包括龍、虎、豹、蛇及鶴。其後發展的南派洪拳亦深受其影響。蛇拳是五形拳中的單形拳套之一，亦可配合鶴拳組成雙形拳套「蛇鶴拳」（成龍電影中就有一套作品名為《蛇鶴八步》）。五形拳與中國的五行思想有一定的關聯，五行中虎為火、鶴為金、龍為水、豹為木，蛇則代表著土。後來的北派洪拳，更於五形拳的基礎上加入熊、猿（猴）、鷂、雞、鷹、燕、馬等拳勢，成為後來的十二形拳，當中「蛇形拳」的歌訣是：「蛇體玲瓏撥草輕，屈伸如意蟠繞能。左右斜撥是靠打，橫勁原由坎中生」。另一方面，武當山上的道教寺廟中有很多以蛇形設計的建築，某程度上表現了蛇形文化在武當武術中的影響。
蛇形刁手是梁少莊傳梁天柱 邱龍光是洪蔡拳 梁少莊邱龍光是梁天柱的師傅(蛇拳主要有五式)

## 蛇形刁手
南方拳派中有一套以蛇形為基礎的獨立拳術，稱為「蛇形刁手」。少林所傳洪拳中有一門套路名為「蛇形刁手門」，武術風格以五形拳的蛇拳為本；後來在蛇形刁手門宗師邱龍光、梁少莊以及梁天柱的演練推廣之下，蛇形刁手逐漸獨立成形，而三位宗師中以梁天柱的影響較為重要。梁天柱的蛇形刁手一方面以少林派系的武術為基礎，另一方面亦包含蔡家拳的技巧。
蛇形刁手是梁少莊傳梁天柱 邱龍光是洪蔡拳 梁少莊邱龍光是梁天柱的師傅
蛇形刁手門是包括蛇形拳及洪蔡拳

## 虛構作品中的蛇拳文化
- 成龍電影作品中的《蛇形刁手》及《蛇鶴八步》均以蛇拳為武術主題。
- 格鬥遊戲《生死格鬥》中的角色克莉絲蒂，以蛇拳配合暗殺術為其武術的基礎。
- 格鬥遊戲《鐵拳》中的角色雷武龍擅長五形拳，當中包括蛇拳。
- 格鬥遊戲《拳皇》中的角色山崎龍二，有稱為「蛇拳」的招式。
- 格鬥遊戲《街頭霸王》中的角色元（Gen），其武術招式「喪流」以蛇拳為原型。
- 金庸小說作品《射鵰英雄傳》及《神鵰俠侶》中的西毒歐陽鋒，擅長使用蛇杖及靈蛇拳；其姪歐陽克亦懂靈蛇拳法。
- 2008年動畫電影《功夫熊貓》中，有一名以蝮蛇為原型的女性角色「毒蛇大師」。
- 日本特攝作品《獸拳戰隊激氣連者》中有所謂「五毒拳」，當中的臨獸毒蛇拳謙時所使用的拳法就是蛇拳。

## 其它意義
在泰國及印尼等東南亞地區，由於蛇類甚多，人類與蛇類經常接觸共處，久而久之衍生出一種表演技術。這種表演與印度地區的弄蛇術不同，通常由一名或多名藝人與蛇類對峙，多番接近並挑釁蛇類，然後在蛇類作反擊時避開其咬擊，場面往往十分驚險。這種搏鬥表演稱為「Snake-boxing」，表演者的搏鬥對象多為眼鏡蛇，他們會做出挾弄蛇身或者以嘴部吻在蛇額上等危險動作。

## 備註
1. ↑  南拳派武術介紹[永久]

## 外部連結
- 少林武術網站：介紹蛇拳
- 蛇拳對練影片[]